# 民間人出入統制區域

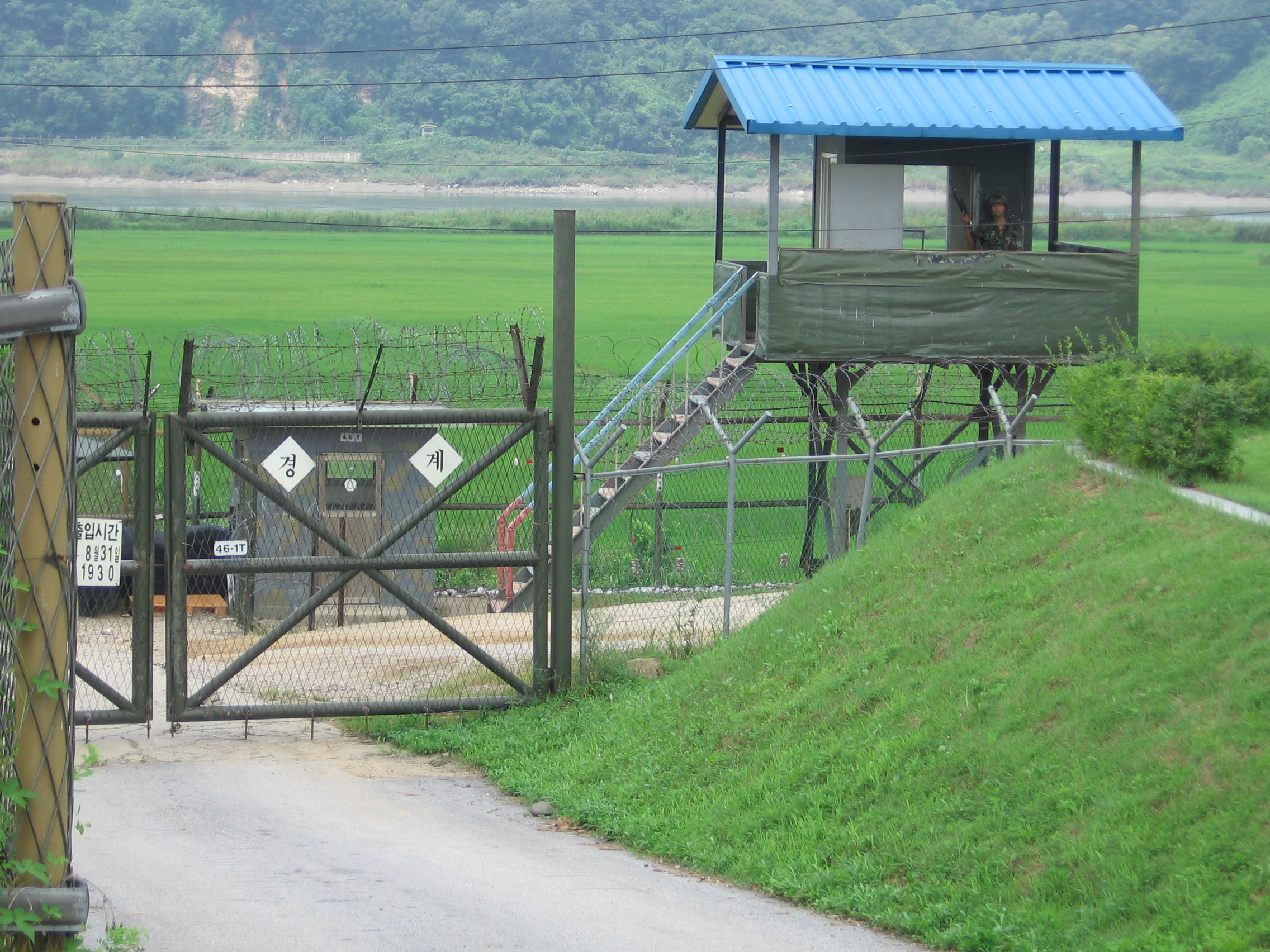
第二道铁丝网后方即为民间人出入统制线

民间人出入统制区域（：／ min-gan-in churip tongje guyeok */?）是以保护朝鲜半岛军事分界线周边军事作战及防御设施、维持安保等为目的而限制平民进出的特殊区域。该区域位于非军事区（DMZ）南方分界线以南5至10公里处，其边界线被称作民间人出入统制线（：／ min-gan-in churip tongje seon */?）。

## 历史沿革
该管制体系始于1954年2月美国第八集团军为保障军事设施安全而设置的"归农线"，当时禁止平民在界线以北区域从事农耕活动。随着韩国国军全面接管朝鲜半岛军事分界线防务，1958年6月起在确保军事安全前提下逐步开放农业活动，原"归农线"正式更名为"民间人出入统制线"。

## 管辖范围
管制区域横跨江原特别自治道的铁原郡、华川郡、杨口郡、麟蹄郡、高城郡，京畿道的涟川郡、坡州市、金浦市，以及仁川广域市的江华郡，涵盖1个广域市、1个道、1个特别自治道，共9个市郡、24个邑面、213个里（含无人居住区域）。

## 区域特性
- 与完全非军事化的DMZ不同，该区域内密布军事设施并存在大量未清除的地雷
- 在确保军事安全前提下允许有限度的农业耕作，但土地所有权行使（耕作权除外）、区域活动等公民基本权利受国家安全理由限制
- 实行严格的通行证管理制度，非许可人员禁止擅自进入特殊聚落

## 关联条目
- 朝鲜半岛军事分界线（MDL）
- 朝鲜半岛非军事区（DMZ）